# Куренцов Віктор Григорійович
Куренцов Віктор Григорійович (5 квітня 1941 — 7 квітня 2021) — радянський важкоатлет.
Олімпійський чемпіон 1968 року в категорії до 75 кг, срібний призер 1964 року в категорії до 75 кг.
Чемпіон світу 1965 (до 75 кг), 1966 (до 75 кг), 1968 (до 75 кг), 1969 (до 75 кг), 1970 (до 75 кг) років, срібний призер 1964 року в категорії до 75 кг.